# Lockenhaus
Lockenhaus (maďarsky: Léka, chorvatsky: Livka) je městys v okrese Oberpullendorf, v rakouské spolkové zemi Burgenland. V lednu 2017 zde žilo 2025 obyvatel.

## Poloha, popis
Obec se rozkládá ve střední části Burgenlandu. Městysem protéká od západu k východu řeka Güns. Nadmořská výška území je zhruba od 300 m podél řeky až po téměř 890 m v jižní části. Celková rozloha území městyse je 58,79 km².
Městys se skládá celkem z pěti místních částí, jimiž jsou:
- Glashütten bei Langeck im Burgenland (358)
- Hammerteich (247)
- Hochstraß (197)
- Langeck im Burgenland (212)
- Lockenhaus (1005)

V závorkách je uveden počet obyvatel ke dni 1. ledna 2015.
Sousedními obcemi Lockenhausu jsou: na severu Unterrabnitz-Schwendgraben, Piringsdorf a Steinberg-Dörfl, na severovýchodě Oberloisdorf a Mannersdorf an der Rabnitz. Na východě hraničí s maďarskými obcemi Köszeg, Velem a Bozsok. Na jihu a na západě pak hraničí s obcemi v okrese Oberwart.

## Doprava
Městys Lockenhaus se nachází na křižovatce hlavních silnic, jimiž jsou Zemská silnice B50 (Burgenland Straße), Zemská silnice B55 (Kirchschlager Straße) a Zemská silnice B56 (Geschriebenstein Straße), která tady začíná.

## Zajímavosti
- Hrad Burg Lockenhaus,
- Přírodní park Naturpark Geschriebenstein,
- Římskokatolický farní kostel, postavený v letech 1656 až 1669,
- Bývalý augustiniánský klášter, postavený v letech 1655 až 1668,

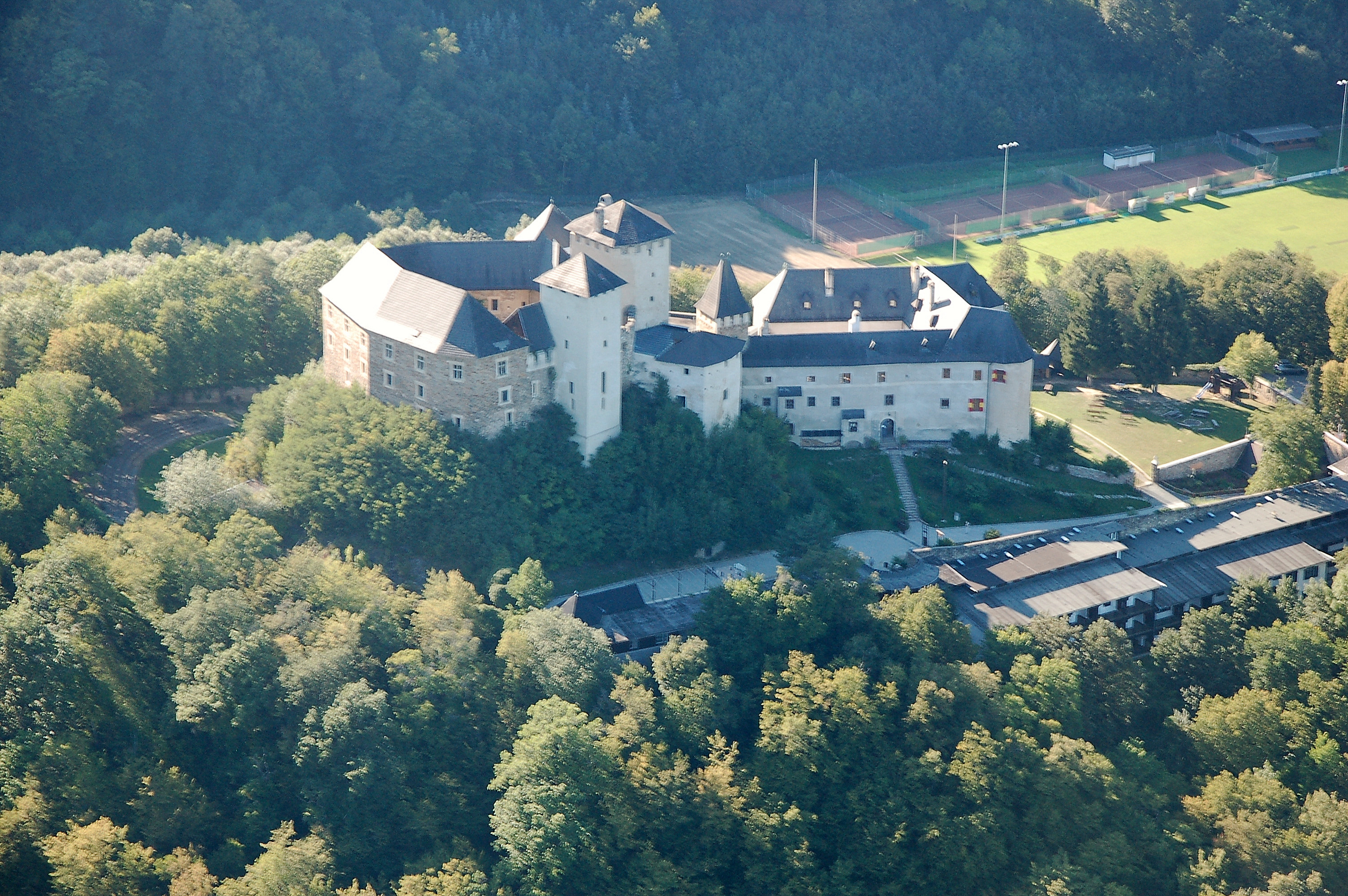
Hrad Lockenhaus

- Hrad LockenhausHorská kalvárie se 14 kapličkami, zakončená na vrcholku Mariánskou kaplí

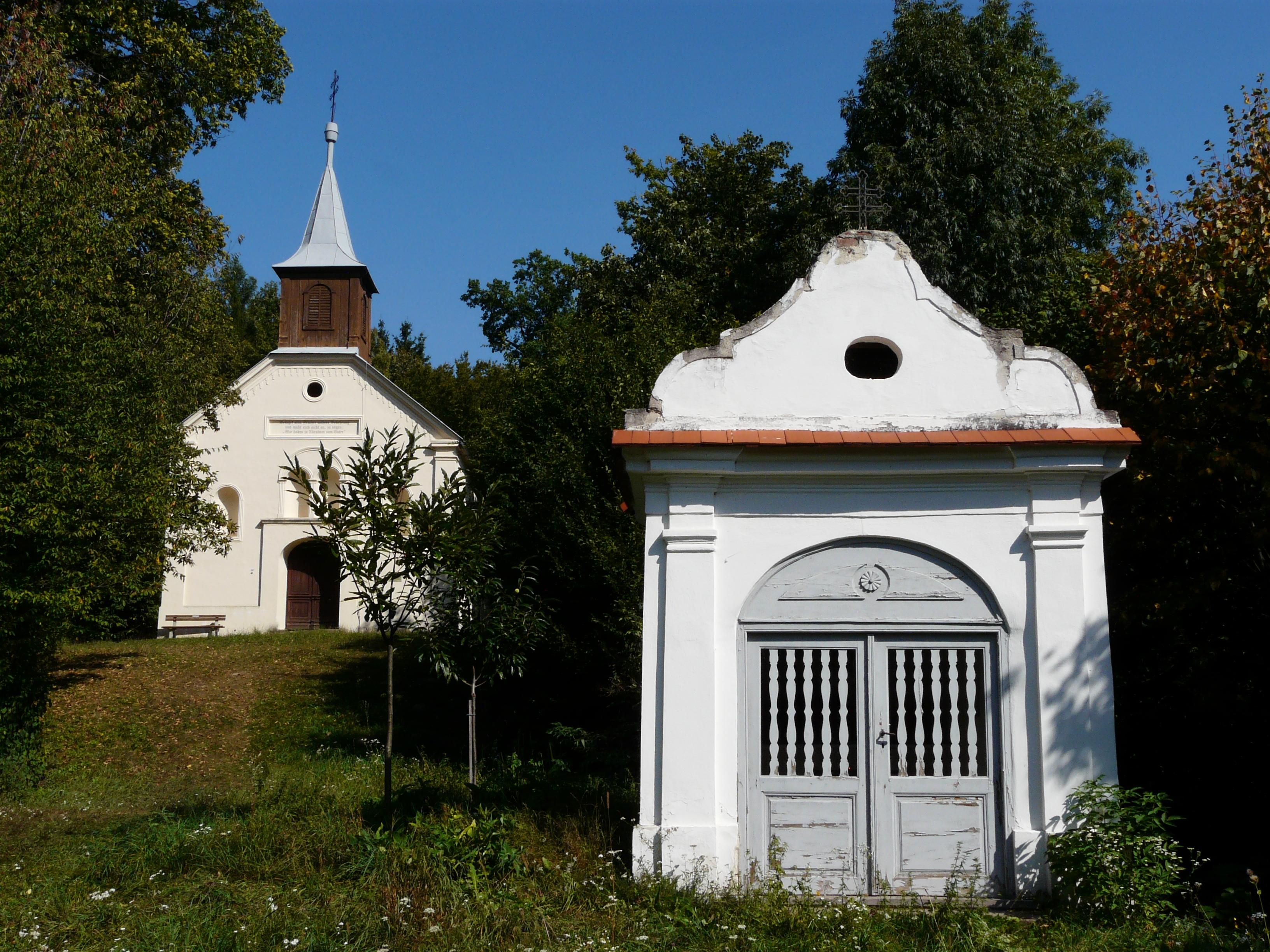
Kapličky na Kalvárii - Kalvarienbergkapelle